# Castello di Ogrodzieniec
Ogrodzieniec è un castello della Polonia, situato nel villaggio di Podzamcze nel comune di Ogrodzieniec, la regione centro-meridionale della Polonia chiamata Giura polacco. A 42 km da Katowice. Originario del XIV secolo, il castello è stato ricostruito più volte nella sua lunga storia. Si trova sulla cima del Monte del Castello alto 515,5 metri (in polacco: Góra Zamkowa), la collina più alta dell'altopiano di Cracovia-Częstochowa. Le rovine sono aperte ai visitatori e fanno parte del Sentiero dei Nidi delle Aquile, un sentiero escursionistico che collega una serie di castelli ben noti della regione.

## Storia
La storia delle fortificazioni sulla cima della montagna del castello di Ogrodzieniec risale agli inizi del XII secolo e al regno di Boleslao III Boccatorta. Fu durante il suo dominio che fu costruita la prima roccaforte sulla cima della collina. Questo primo mastio, fatto in gran parte di terra e bastioni di legno, fu raso al suolo nel 1241 durante l'invasione mongola dell'Europa. A metà del XIV secolo un nuovo castello gotico fu costruito qui per ospitare la famiglia Włodek Sulima. Circondato da tre alte rocce, il castello era ben integrato nell'area. Le mura difensive furono costruite per chiudere il circuito formato dalle rocce, e una stretta apertura tra due delle rocce serviva da ingresso. Nel 1470, il castello e le terre furono acquistati dai ricchi cittadini cracoviani, Ibram e Piotr Salomon. Poi, Ogrodzieniec divenne proprietà di Jan Feliks Rzeszowski, rettore di Przemyśl e canonico di Cracovia. Intorno al 1488, il castello era di proprietà di Jan e successivamente di Andrzej Rzeszowski e, in seguito, delle famiglie Pilecki e Chełmiński. Nel 1523 il castello fu acquistato da Jan Boner. Dopo la sua morte, il castello passò a suo nipote, Seweryn Boner, che sostituì la roccaforte medievale con un castello rinascimentale nel 1530-1545. Nel 1562, il castello divenne proprietà del Gran Maresciallo della Corona Jan Firlej, a seguito del suo matrimonio con Zofia, figlia di Seweryn Boner. Nel 1587, il castello fu catturato dall'arciduca austriaco Massimiliano III, il candidato respinto al trono polacco-lituano. Nel 1655 fu in parte bruciato dalle truppe svedesi, che – dispiegate lì per quasi due anni – danneggiarono notevolmente gli edifici. Dal 1669 in poi, il castello appartenne a Stanisław Warszycki, castellano di Cracovia, che riuscì a ricostruire parzialmente il castello dopo le devastazioni svedesi. Intorno al 1695, il castello passò di nuovo di mano, diventando proprietà della famiglia Męciński. Sette anni dopo, nel 1702, oltre la metà del castello bruciò in un incendio appiccato dalle truppe di Carlo XII di Svezia. Dopo quell'incendio, non fu mai più ricostruito. Intorno al 1784, il castello in rovina fu acquistato da Tomasz Jakliński.  Gli ultimi inquilini lasciarono il castello devastato intorno al 1810. Il successivo proprietario fu Ludwik Kozłowski, che usò i resti del castello come fonte di materiale da costruzione e vendette molti oggetti dal castello ai mercanti. L'ultimo proprietario del castello fu la vicina famiglia Wołoczyński. Dopo la seconda guerra mondiale, il castello fu nazionalizzato. I lavori per preservare le rovine e aprirle ai visitatori furono iniziati nel 1949 e terminati nel 1973.

## In film e serie televisive
Nel 1973, il castello di Ogrodzieniec è stato utilizzato per scene all'aperto nella serie televisiva Janosik.
Nel 1980, il film The Knight (Rycerz) di Lech Majewski è stato girato nel castello.
Nel 1984, il castello è stato utilizzato dalla band Iron Maiden nel loro video Behind The Iron Curtain, come sfondo per la canzone "Hallowed Be Thy Name".
Nel 1995, il castello è stato utilizzato per rappresentare le rovine del vecchio castello di Spellbinder nella serie televisiva australiana Spellbinder.
Nel 2001, le rovine sono state utilizzate come scenario per il film di Andrzej Wajda, Zemsta. Ai fini della realizzazione cinematografica, parti degli interni del castello sono state temporaneamente ricostruite. Quelle ricreazioni sono rimaste al loro posto per un certo periodo anche dopo la fine delle riprese.
Nel 2018, le rovine del castello sono state utilizzate durante le riprese di The Witcher, la serie Netflix del 2019, con Henry Cavill.